# Masaji Kiyokawa
Masaji Kiyokawa (japanisch 清川 正二, Kiyokawa Masaji; * 11. Februar 1913 in Toyohashi; † 13. April 1999 in Tokio) war ein japanischer Schwimmer und Sportfunktionär.

## Leben und Wirken
Bei den Olympischen Spielen 1932 in Los Angeles wurde er Olympiasieger über 100 m Rücken. Vier Jahre später bei den Olympischen Spielen 1936 in Berlin konnte er nochmals die Bronzemedaille über diese Strecke gewinnen. Kiyokawa wurde fünfmal japanischer Meister im Rückenschwimmen (3-mal über 100 m und 2-mal über 200 m).
Nach dem Zweiten Weltkrieg wurde er Trainer der japanischen Nationalmannschaft und startete eine Karriere als Funktionär. So war er zunächst bei der Fédération Internationale de Natation und wurde 1969 Mitglied des Internationalen Olympischen Komitees (IOC) und wurde 1975 Teil des IOC Executive Boards. Von 1979 bis 1983 war er als erster Asiate Vizepräsident des IOC. Bei der Bewerbung von Kiyokawa und Seoul um die Austragung der Olympischen Sommerspiele 1988 kritisierte Kiyokawa die großen Geldsummen, die beide Kandidaten ausgaben, um die Stimmen der IOC-Mitglieder zu erhalten und zu beeinflussen. Des Weiteren übte er Kritik an der Entscheidung der japanischen Regierung, die Olympischen Sommerspiele 1980 auf Druck der Vereinigten Staaten zu boykottieren.
Im Jahr 1978 wurde er in die Ruhmeshalle des internationalen Schwimmsports aufgenommen. 1989 erhielt er für seine Leistungen im Schwimmsport den Asahi-Preis. 1999 starb er an Bauchspeicheldrüsenkrebs.